# Benguela
Benguela (offiziell São Felipe de Benguela, früher auch Benguella, ursprünglich Mbenguela) ist eine Stadt im Westen Angolas und die Hauptstadt der gleichnamigen Provinz. Sie zählt rund 513.500 Einwohner (Zensus 2014).

## Geografie
Die Stadt liegt etwa 430 Kilometer südlich der Hauptstadt Luanda an der Mündung des Rio Cavaco in die Benguela-Bucht. Die nächstgelegene Großstadt ist Lobito, das 35 Kilometer nördlich liegt. Die Küste wird von Sandstränden und Felsabschnitten bestimmt. Etwa 25 Kilometer westlich von Benguela liegt Baía Farta, das für seine speziellen Früchte und Salinen bekannt ist. Eine Bucht vorher liegt Baía Azul, eine Art Naherholungsort für die Bewohner von Benguela; wohlhabende Einwohner der Stadt unterhalten hier Wochenendhäuser. An den Wochenenden ist der dortige Strand mit Stadtbewohnern bevölkert.

## Geschichte
Benguela wurde im Jahre 1617 von den Portugiesen unter Manoel Cerveira Pereira gegründet. Es war über lange Zeit ein wichtiges Handelszentrum in der Region, insbesondere für den Sklavenhandel nach Brasilien und Kuba. Nach dessen Beendigung war die Stadt weiterhin Zielpunkt des von den Ovimbundu betriebenen Karawanenhandels, der bis Anfang des 20. Jahrhunderts von Ostangola ausging. Der Ankerplatz Benguelas befindet sich ungefähr zwei Kilometer von der Stadt entfernt und hat eine Tiefe von 7 bis 11 Metern.
Neben den Kirchen São Felipe und Santo António sowie dem Hospital und der Festung gibt es nur wenige Gebäude, die vor 1900 erbaut wurden und erhalten sind. Dagegen stehen eine Reihe Bauten insbesondere aus den 1940er und 1950er Jahren unter Denkmalschutz, darunter Kinos, Kirchen, Schulen, das Postgebäude, das Rathaus, und das nach 1955 errichtete Hotel Mombaka.
Benguela war während der letzten Phase der portugiesischen Kolonialherrschaft ein gewisses kulturelles Zentrum der Angola-Deutschen. Noch heute zeugt hiervon die leer stehende deutsche Schule von Benguela, direkt an einer der Hauptstraßen. Die Deutsche Schule Benguela war bis zum Ende der Kolonialzeit 1975 in Betrieb, ist jedoch seither geschlossen, da zusammen mit den meisten Portugiesen auch fast alle Deutschen vor dem Angolanischen Bürgerkrieg nach der Unabhängigkeit 1975 flüchteten.
Seit dem Ende des Bürgerkriegs 2002 und dem folgenden Wirtschaftsaufschwung des Landes und staatlichen Wiederaufbauprogrammen entwickelt sich auch die Stadt wieder.

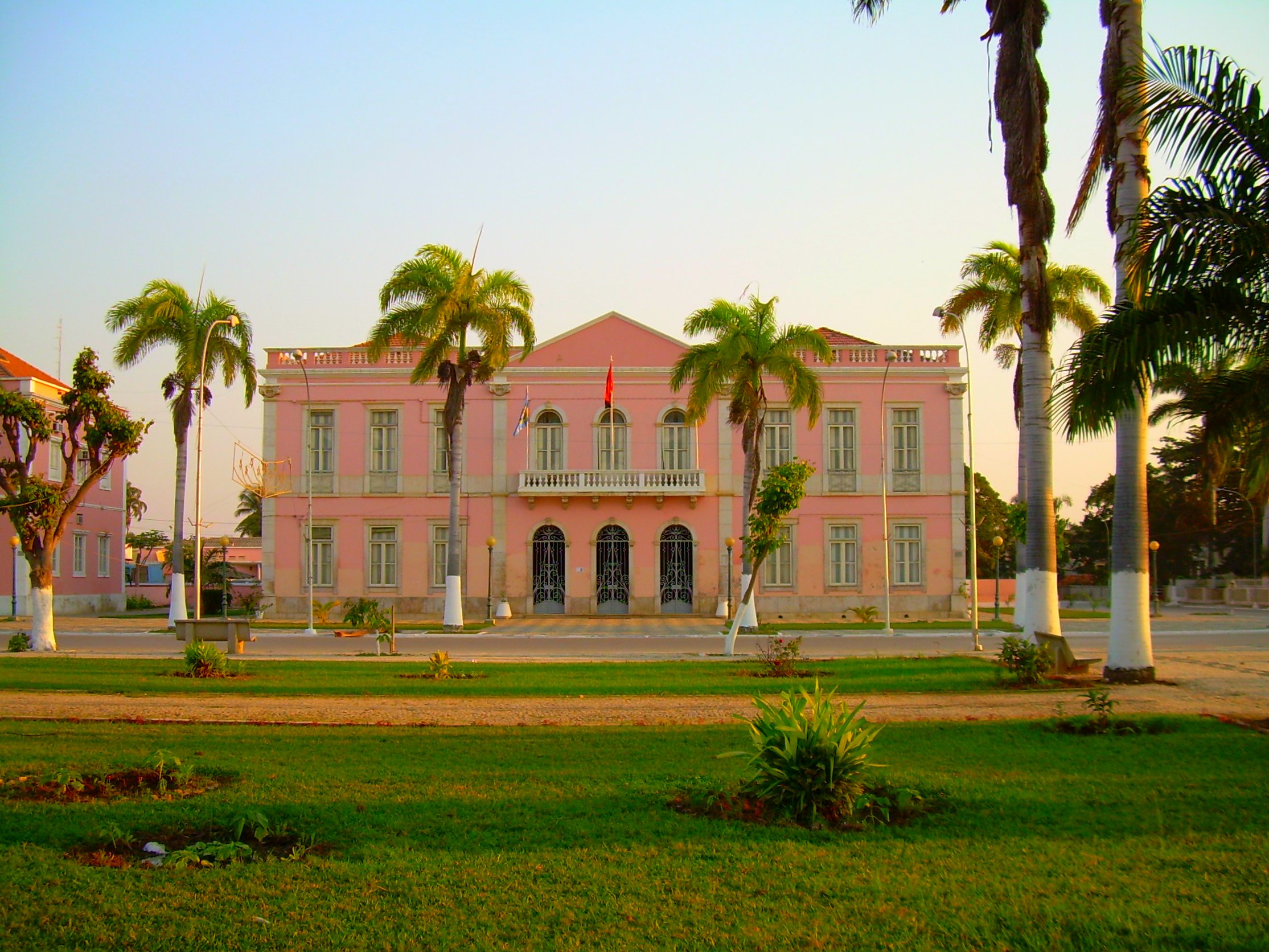
Das denkmalgeschützte Rathaus von Benguela, errichtet vor 1940

## Verwaltung und Einwohner
Benguela ist die Hauptstadt der Provinz Benguela. Sie ist zudem Sitz eines gleichnamigen Landkreises (Municipio), der sich in sechs Gemeinden (Comunas) gliedert:  Zona A, Zona B, Zona C, Zona D, Zona E und Zona F.
Nach der Volkszählung von 1983 war Benguela mit 155.000 Einwohnern die drittgrößte Stadt des Landes, nach Schätzung betrug 2006 die Einwohnerzahl 513.000. Die Volkszählung 2014 bezifferte die Einwohnerzahl der Stadt mit 513.441.

## Bildung
Seit 2009 ist die Stadt Sitz einer staatlichen Regionaluniversität, der Universidade Katyavala Bwila. Zudem befinden sich in der Stadt Niederlassungen der portugiesischen Universität Lusíada und der Jean Piaget Universität von Angola.

## Kultur

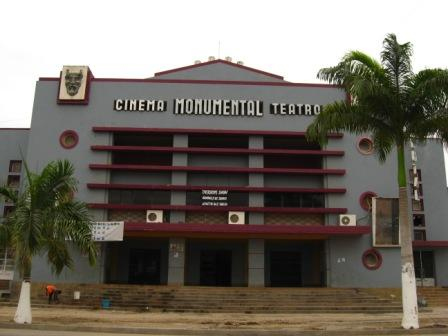
Cinema Monumental Teatro (2010)

In der Stadt befindet sich am Strand Morena das Museu Nacional de Arqueologia, das größte Museum für Archäologie in Angola.
Seit 2016 findet im Cine-Teatro Monumental das mehrtägige Theaterfestival von Benguela mit Theatergruppen aus mehreren Provinzen statt.

## Sport
Mit dem Ende 2009 eröffneten Estádio Nacional de Ombaka war Benguela ein Austragungsort der Fußball-Afrikameisterschaft 2010. Der 1981 gegründete Fußballverein Estrela Clube Primeiro de Maio trägt in dem Stadion seine Heimspiele im Girabola aus, der höchsten Liga im Männerfußball Angolas. 2012 stieg ein zweiter Verein aus Benguela in die höchste Spielklasse auf, der Club Nacional de Benguela. Der Verein wurde 1920 gegründet und konnte 1980 den Landespokal Taça de Angola gewinnen. Er empfängt heute seine Gastmannschaften im 5000 Zuschauer fassenden Stadion Atlético São Filipe.
Bis heute heißt ein Spiel-Modus im brasilianischen Kampfsport Capoeira „Benguela“. Dieser wird hauptsächlich am Boden gespielt und ist der „Capoeira de Angola“ sehr ähnlich, hat jedoch einen schnelleren Toque (Rhythmus).
An dem der Stadt vorgelagerten Strand von Praia Morena befindet sich die Motorsportrennstrecke Autódromo de Benguela, die von 1972 bis 1974 für Automobilrennen der angolanischen Sportwagenserie genutzt wurde. Sie ist heute verfallen.

## Wirtschaft
Benguela ist ein wichtiger Umschlagplatz für den regionalen Handel mit landwirtschaftlichen Gütern, insbesondere Kaffee, Mais, Tabak und Zuckerrohr bzw. Zucker. Auch Lebensmittelindustrie, insbesondere die Fischverarbeitung ist zu nennen. Die Brauerei SOBA (Sociedade de Bebidas de Angola) stellt hier Bier der Marken Cuca und 33 Export her.
Etwas verarbeitende Industrie ist ebenfalls vorhanden, vor allem Sisalverarbeitung, aber auch Seifen-, Werkzeug- und Keramikherstellung, u. a.
Von regionaler Bedeutung sind die Manganminen südlich der Stadt.

## Verkehr

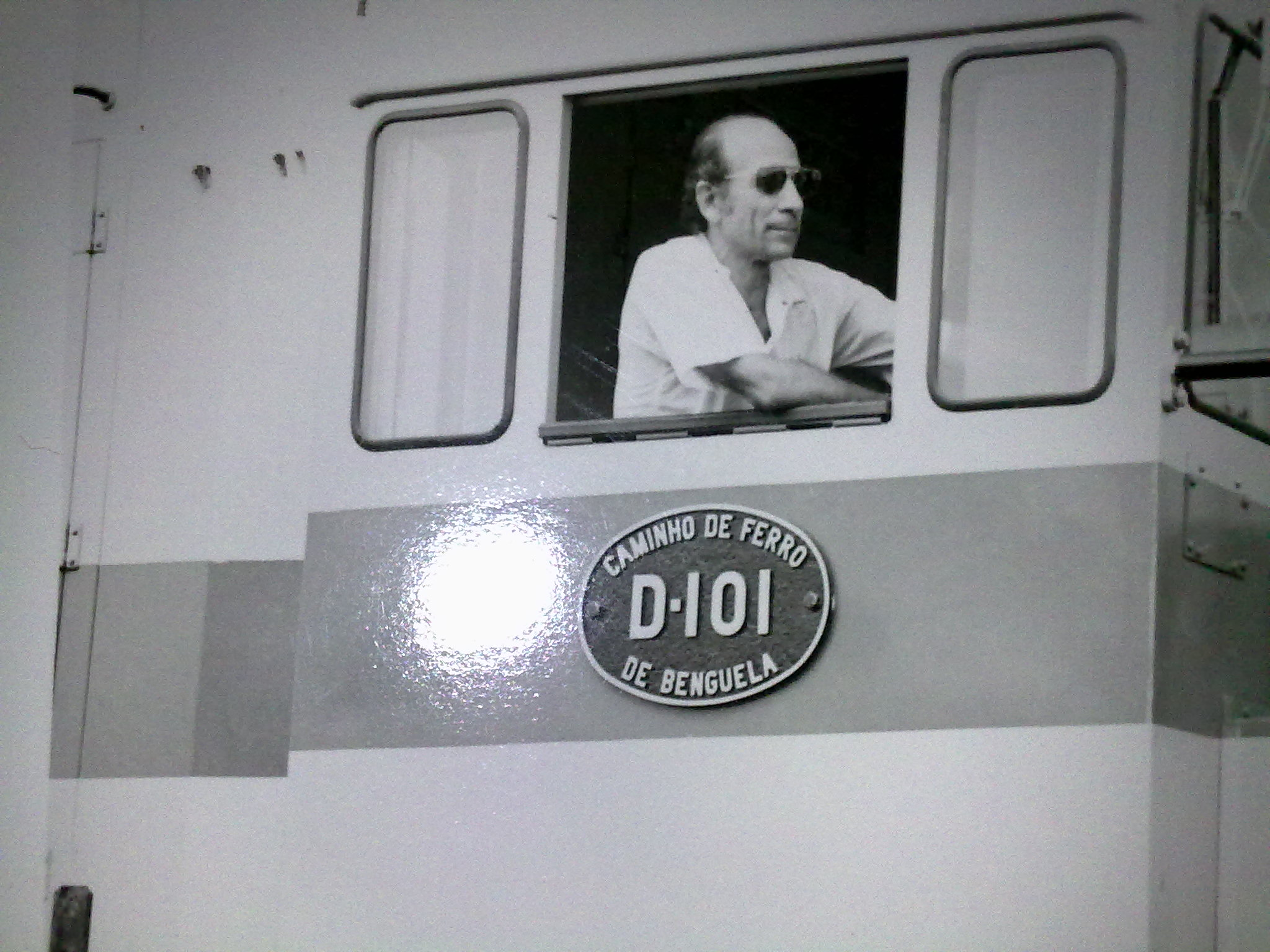
Diesellok der Caminhos de Ferro de Benguela, 1973

Benguela war Ausgangspunkt der Benguelabahn, die bis in die Demokratische Republik Kongo führt und dort unter anderem Anschluss bis nach Beira in Mosambik am Indischen Ozean hat. Heute führt eine Strecke von Lobito nach Benguela, die eigentliche Benguelabahn beginnt aber am Atlantikhafen in Lobito und führt ostwärts an Benguela vorbei.
In der Stadt Benguela selbst gibt es keinen Handelshafen, der von größeren Schiffen angefahren werden kann.
Südlich der Stadt liegt der alte Flughafen von Benguela, vor der Unabhängigkeit auch Aeroporto General V. Deslandes genannt (IATA-Code BUG). Er wird regelmäßig von Flugzeugen aus Luanda und anderen inländischen Städten wie Lubango angeflogen.
Zwischen Benguela und Lobito liegt der 2012 neu eröffnete internationale Flughafen Catumbela (IATA-Code CBT), etwa 13 km nördlich vom Stadtzentrum Benguelas entfernt. Er soll sich als Alternative zum Flughafen Luanda etablieren.

## Die Stadt als Namensgeber
Der Benguelastrom ist eine hier vorbeiziehende Meeresströmung des Südatlantiks, die gleichzeitig für das Entstehen der Namibwüste als auch die reichen Fischgründe davor verantwortlich ist.
Der am 30. Juni 1935 entdeckte Asteroid (1784) Benguella trägt seit 1980 den Namen der Stadt.
Auch die ab 1899 konstruierte Benguelabahn verdankt ihren Namen der Stadt, in der sie ihren Anfang hatte.

## Söhne und Töchter der Stadt
- Alda Lara (1930–1962), Lyrikerin und Autorin, Schwester von Ernesto Lara Filho und Nichte von Lúcio Lara
- Ernesto Lara Filho (1932–1977), Journalist und Schriftsteller, Bruder von Alda Lara und Neffe von Lúcio Lara
- Laura Soveral (1933–2018), portugiesische Schauspielerin
- Edite Soeiro (1934–2009), portugiesische Journalistin
- Milo MacMahon (1940–1985), Musiker und Sänger, eine Hälfte des erfolgreichen Duo Ouro Negro
- Pepetela (* 1941), Schriftsteller
- António Sérgio (1950–2009), wegweisender portugiesischer Radiomoderator
- Pedro Malagueta (* 1951), portugiesischer Sänger
- Rui Jordão (1952–2019), portugiesischer Fußballspieler
- Ivone Mufuca (1972–2016), Handballspielerin
- Akwá (* 1977), Fußballspieler
- Édson de Jesus Nobre (* 1980), Fußballspieler
- Luísa Tomás (* 1983), Basketball-Nationalspielerin
- Ciomara Morais (* 1984), portugiesische Schauspielerin mit Vorfahren aus Macau
- Leila Lopes (* 1986), Miss Universum 2011
- Luís Sá Silva (* 1990), angolanischer Automobilrennfahrer

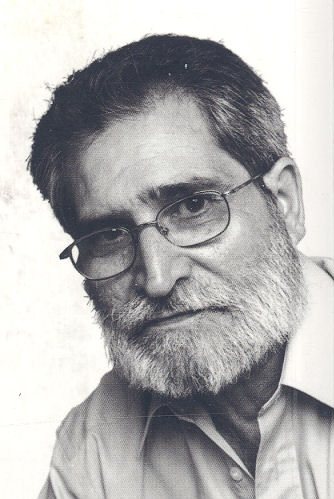
Pepetela
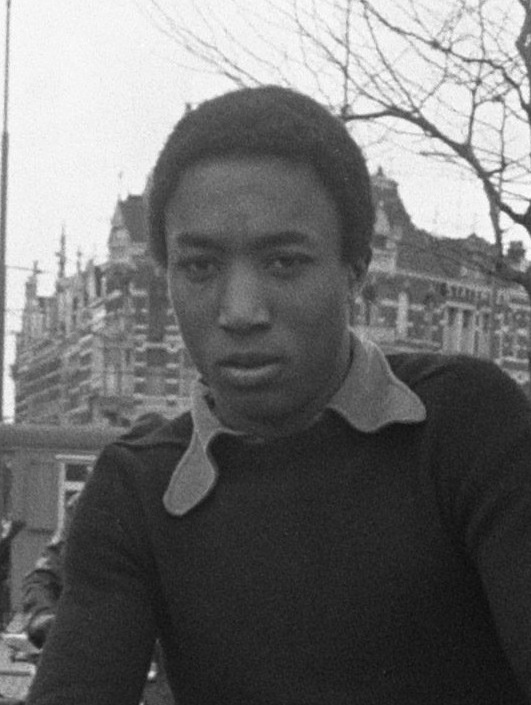
Rui Jordão (1972)
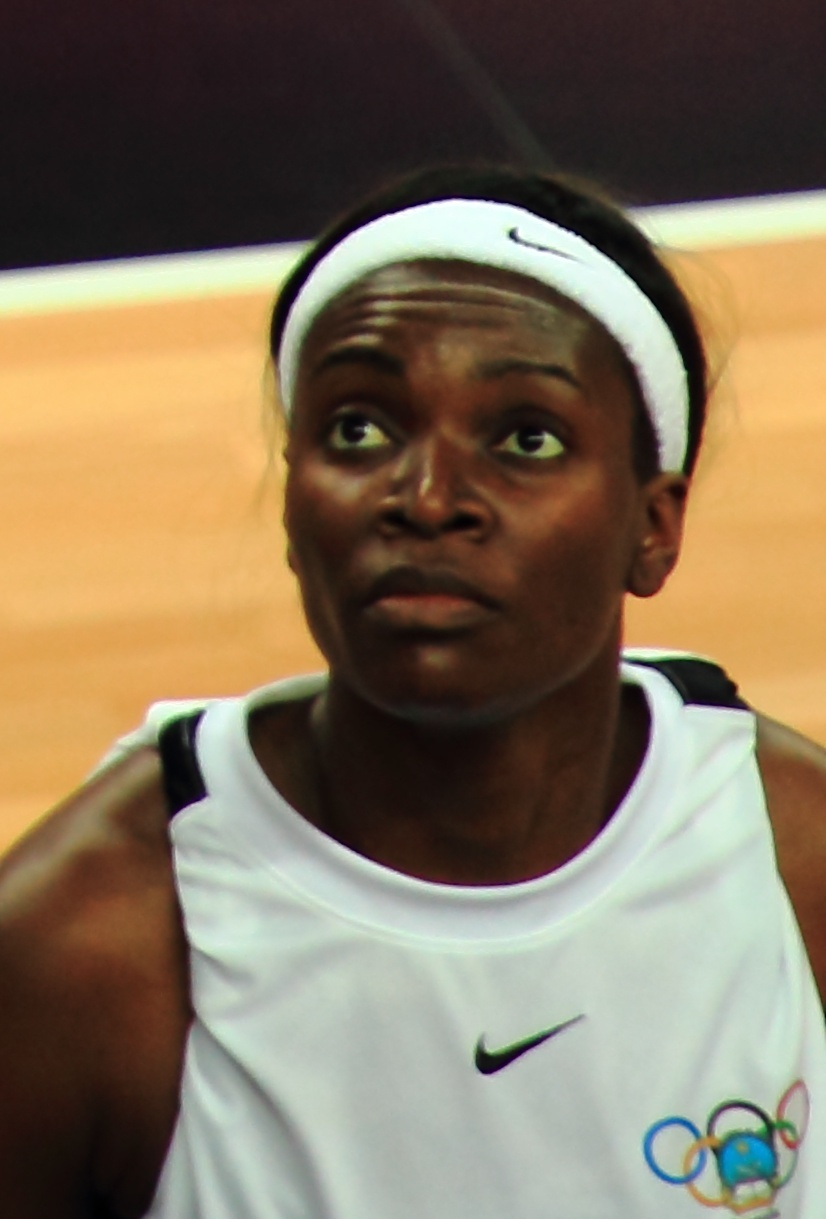
Luísa Tomás
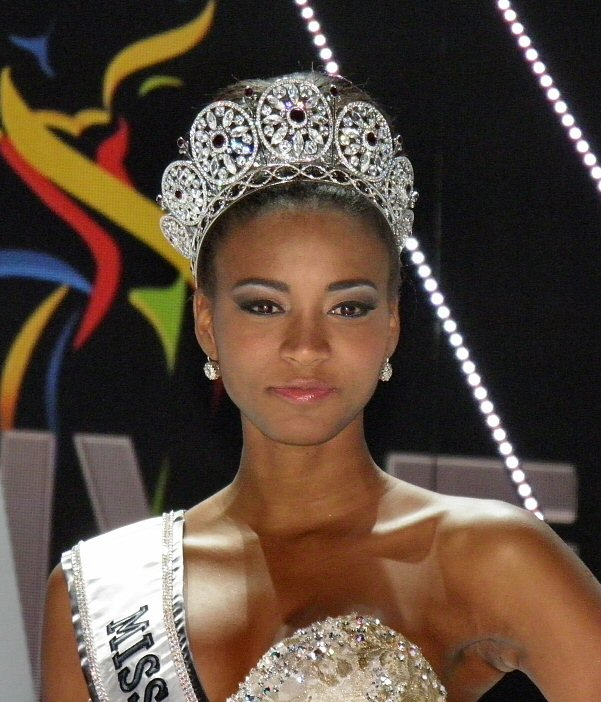
Leila Lopes